# 東京 (福山雅治の曲)
『東京』（とうきょう）は、福山雅治20枚目のシングル。2005年8月17日に発売された。制作はユニバーサルJ、発売・販売元はユニバーサルミュージック。

## 解説
前作「泣いたりしないで／RED×BLUE」よりおよそ8ヶ月ぶりとなり、デビュー15周年を迎えた福山雅治20枚目のシングルとなった。
本作から限定盤と通常盤、複数タイプでCD発売されることになる。限定盤は「東京」のIMAGE CLIPを収録したDVD付となっている。

## 収録曲
1. 東京
（作詞・作曲：福山雅治 / 編曲：福山雅治、井上鑑） 
フジテレビ系月9ドラマ『スローダンス』主題歌。俳優としてフジテレビ月9ドラマに出演したことはあるが、主題歌を担当するのは初めてであった[1]。
ドラマのために書き下ろした楽曲で製作期間はおよそ1か月。長崎で18年間過ごし東京に上京して18年が経った36歳の福山が、もう一度自身のルーツを確認するために制作した。「東京」・「BEAUTIFUL DAY」・「東京にもあったんだ」からなる“東京3部作”の一曲。
使用ギターはギブソン・J-50 '59。
2. わたしは風になる
（作詞・作曲・編曲：福山雅治）
2004年に開催されたアテネオリンピック女子ソフトボール日本代表チームを応援するため、福山がテレビ朝日のオフィシャルカメラマンとして取材に訪れた際、当時の代表監督宇津木妙子から歌の制作を依頼されて作られた楽曲。2004年9月24日、テレビ朝日系でオンエアされたアテネオリンピック特別番組「アスリートの詩2004 〜風になれ もう一度!〜」番組内でギターの弾き語りで初披露された。また、テレビで放送されたものと異なる音源（ギター、ベース、ドラム、キーボードを福山が演奏したもの）が、10月9日放送のニッポン放送『福山雅治のオールナイトニッポンサタデースペシャル・魂のラジオ』でオンエアされた。全国ツアー『FUKUYAMA MASAHARU 15th ANNIVERSARY WE'RE BROS. FREEDOM TOUR 2005 〜風〜』でも披露されていた。およそ1年の歳月の末に初音源化された。
アルバム『5年モノ』にはLIVEverが収録されているため、オリジナルverはこのシングルでしか聞くことができない。
使用ギターはギブソン・J-200 '59。
3. 東京 (ORIGINAL KARAOKE)
4. わたしは風になる (ORIGINAL KARAOKE)

### DVD（初回限定盤のみ）
1. 東京 (IMAGE CLIP)
監督は黒田秀樹。

## ミュージシャン
| 東京 - Vo., Guitar:MASAHARU FUKUYAMA - Keyboards:AKIRA INOUE - Bass:KENJI TAKAMIZU - Percussion:MATARO MISAWA - Guitar,Bouzouki:HIROKAZU OGURA - Trumpet:OSAMU TAKAHASHI, TAKASHI NAKAYAMA - Trombone:YOICHI MURATA,SHINJI KOGA - Horn:OTOHIKO FUJITA - Strings:CHIEKO KINBARA GROUP | わたしは風になる Co-produced by SHUICHI "PONTA" MURAKAMI - Vo, Guitar:MASAHARU FUKUYAMA - Drums:SHUICHI "PONTA" MURAKAMI - Bass:KENJI TAKAMIZU - Guitar:MASAHIRO ITAMI - Piano, Organ:AKIRA ONOZUKA - Percussion:IZUMI MISAWA |

## 収録アルバム
東京
- 5年モノ
- 福の音

わたしは風になる
- 5年モノ (LIVE VERSION)